# Moraleja del Vino
Moraleja del Vino – gmina w Hiszpanii, w prowincji Zamora, w Kastylii i León, o powierzchni 19,49 km². W 2011 roku gmina liczyła 1654 mieszkańców.